# Gaëlle Lauriot-Prévost
Pour les articles homonymes, voir Lauriot et Prévost.
 (novembre 2019).
Gaëlle Lauriot-Prévost est une architecte d’intérieur, designer et scénographe française née en 1962 à Metz (France).

## Biographie

### Formation
Diplômée de l’école Camondo, Gaëlle Lauriot-Prévost débute professionnellement aux côtés de la créatrice de mode Elisabeth de Senneville, pour laquelle elle dessine des bijoux et des accessoires. Elle collabore de 1987 à 1988 avec Patrick Rubin de l’Atelier Canal, pour ensuite rejoindre l’architecte Zaha Hadid, à Londres, de 1988 à 1989. 

### Parcours artistique
Dès son retour en France, Gaëlle Lauriot-Prévost intègre l'agence Dominique Perrault Architecture dont elle est directrice artistique et également associée. Les aménagements intérieurs de la Bibliothèque nationale de France (1998), le Centre olympique de tennis de Madrid (1999), le Vélodrome et la Piscine olympique de Berlin (1999), la grande extension de la Cour de justice de l'Union européenne au Luxembourg (2008) et encore le Grand théâtre des Cordeliers à Albi (2014), comptent parmi les projets majeurs où elle a développé l’emploi inédit de gigantesques tentures en mailles métalliques, de même que des luminaires  insérés dans chacune des architectures, comme des installations artistiques spécifiques.  
Son parcours est par ailleurs ponctué de collaborations avec de grands éditeurs de design (Alessi ; Baccarat ; DCW ...). Par exemple, pour Poltrona Frau, elle a conçu le siège « Tricot » qui se trouve notamment dans la Bibliothèque nationale de France,. Pour la collection de tapis Chevalier Édition, elle a créé le tapis "ZigZag", qui décline les trames métalliques des bâtiments de Dominique Perrault Architecture,,. 
En collaboration avec Dominique Perrault, elle  développe des recherches (notamment au sein du DPA Lab), tant des points de vue techniques qu’esthétiques, sur les matériaux tels que par exemple la maille industrielle transformée en matières d'architecture, aux usages multiples selon les différents tissages. Ces études, développées à l’aide de maquettes, de dessins et de prototypes, trouvent à être réifiées par exemple dans le baldaquin de la Grande salle d’audience de la Cour de justice de l'Union européenne (2008), dans les drapés métalliques du pavillon Dufour au château de Versailles, réaménagé en 2016, ou encore dans la Drape House, un mini pavillon installé en 2018 dans le musée d’art contemporain de Kinare au Japon, pour accueillir des installations ou des performances.  
De même, dans la série de luminaires In the tube 360°(DCW éditeur), la maille, fine comme de la dentelle de tulle, est déclinée sous de multiples formes.  
Le processus de création de Gaëlle Lauriot-Prévost forme en lui-même une sorte de tissage entre divers champs disciplinaires et entre des échelles variées : des aménagements de la librairie Yvon Lambert (2017), au projet de Folie architecturale dans le parc Kolonihaven au Danemark (1996) en passant par les tables et tapis dessinés pour l’éditeur Sawaya & Moroni (2014).  
Actuellement, Gaëlle Lauriot-Prévost travaille à la mise au point de nichoirs à oiseaux dans le cadre du projet Muz Yer à Rennes ,,, lequel vise à réintroduire la faune et la nature en ville.

## Réalisations
Architectures intérieures
- 1993 : Archives départementales de la Mayenne, Laval, France
- 1994 : Architecture intérieure de l'Hôtel du département de la Meuse, Bar-le-Duc, France
- 1996 :  Bibliothèque nationale de France, Paris, France
- 1999 :  Vélodrome et piscine olympique de Berlin, Allemagne ; Stade olympique de Tennis, Madrid, Espagne ; Usine Aplix, Le Cellier-sur-Loire, France
- 2001 :  Médiathèque Lucie Aubrac, Vénissieux, France
- 2008 :  Université féminine Ewha, Corée
- 2009 :  Quatrième extension de la Cour de justice de l'Union européenne, Luxembourg
- 2013 :  Nouvelle entrée de la BnF
- 2013 :  Palais des Sports, Rouen, France
- 2013 :  Réhabilitation/Extension de l'ancienne (BI) en bâtiment administratif central de l'école polytechnique fédérale de Lausanne (EPFL)
- 2014 :  Grand théâtre des Cordeliers, Albi, France
- 2016 :  Pavillon Dufour, Château de Versailles, France ; Citylights, Boulogne-Billancourt, France
- 2016 :  Réhabilitation/Extension de la halle mécanique (ME) de l'EPFL, Suisse
- 2018 :  Hippodrome de Longchamp, Paris, France

Design
- 1988 :  Bijoux Elisabeth de Senneville
- 2003 :  Service à café, Alessi éditeur
- 2004 :  Tables et tapis, Sawaya & Moroni éditeur
- 2004 :  "V-Mast", lampadaire mât d'extérieur, Fontana Arte éditeur
- 2006 :  Eco frigo pour la marque Fagor
- 2008 :  Fauteuil "Tricot", Poltrona Frau, éditeur
- 2009 :  "Luco, Quinette", fauteuil pour la salle d'audience de la Cour de Justice de l'Union Européenne, Luxembourg
- 2011 :  "Ice Cube", poignée de porte, Olivari éditeur
- 2013 :  "Brisé - Fer à béton", collier pour la Galerie Kreo
- 2016 :  Collection de luminaires "In the Tube 360° ", DCW éditeur
- 2018 :  Collection de luminaires "In the sun", DCW éditeur

Installations - scénographies
- 1993 : Stand Technal, Salon Batimat, Paris Nord Villepinte, 1993
- 1995 : « Kolonihaven », Folie architecturale, Copenhague, Danemark
- 1996 : Commissariat et scénographie avec Dominique Perrault de l’exposition « Paris… Berlin. Dominique Perrault », Aedes East Galerie und Architekturforum, Berlin, Allemagne, du 25 mai au 29 juin 1996 [13]
- 1996 : Scénographie avec Dominique Perrault de l’exposition « Dominique Perrault, Des natures, Au-delà de l’architecture », Architekturgalerie Luzern, Lucerne, Suisse, du 22 septembre au 27 octobre 1996 [14]
- 1998 : Scénographie avec Dominique Perrault et Natalie Plagaro Cowee de l’exposition « Dominique Perrault, Des Natures », Galerie TN Probe, Tokyo, Japon, du 19 novembre 1998 au 13 février 1999 [15]
- 2002 : Scénographie de l'exposition « Mesh », Galerie Anne de Villepoix, Paris, du 14 au 31 décembre 2002 [16]
- 2002 : Conception de l’exposition « Dominique Perrault, Morceaux choisis », exposition itinérante produite par l’AFAA – Association française d’action artistique, le Ministère des Affaires étrangères, France, la DAPA – Direction de l’architecture et du patrimoine et le Ministère de la Culture et de la Communication [17],[18]  L’exposition a été présentée au :   - Museo de Arte Contemporáneo, Santiago du Chili, Chili du 16 octobre au 28 octobre 2008  - Museo Nacional de Arquitectura, Ciudad de México, Mexique, du 10 juillet au 7 septembre 2003  - Reykjavik Art Museum, Reykjavik, Islande, 2003  - Musée d’art moderne et contemporain de Genève MAMCO, Genève, Suisse, du 23 octobre au 19 novembre 2002  - Galerie müllerdechiara, Berlin, Allemagne en 2002.
- 2005 : Scénographie du ballet La cité radieuse de Frédéric Flamand, par le Ballet National de Marseille [19],[20],[21],[22]
- 2006 : Scénographie de l'exposition « Scénographies d'architectes, 115 expositions européennes mises en scène par des architectes », exposition au Pavillon de l'Arsenal, Paris, France [23],[24]
- 2008 : "Cocon doré", installation en maille au Salon du meuble de Milan, Italie
- 2010 : Scénographie avec Dominique Perrault du pavillon français de la Biennale d’architecture de Venise, « Métropolis ? », Venise, Italie, du 29 août au 21 novembre 2010 [25],[26],[27],[28],[29]
- 2011 : "L'arbre roi", installation, 20e Festival International des Jardins de Chaumont-sur-Loire (22 avril au 16 octobre 2011) [30]
- 2011 : Passerelle d'Arganzuela, Madrid, Espagne
- 2013 : Commissaire de l’exposition « Territoires et Horizons », École Polytechnique Fédérale de Lausanne, Lausanne, Suisse, du 5 au 29 juin 2013 [31],[32],[33],[34],[35]
- 2014 : Grand lustre du Grand théâtre d'Albi, France
- 2014 : Direction artistique de l’exposition « Groundscape, Chroniques & Fictions », galerie de l’agence Dominique Perrault Architecture, Paris [36],[37]
- 2015 : Éclairage de la station de métro Garibaldi, Naples, Italie
- 2016 : Albatros, installation lumineuse dans le hall de Citylights, Boulogne-Billancourt, France
- 2016 : Scénographie avec Dominique Perrault du salon d’art contemporain « Galeristes », Carreau du Temple, Paris, 10  - 11 décembre 2016 [38],[39],[40]
- 2017 : Scénographie avec Dominique Perrault du salon d’art contemporain « Galeristes », Carreau du Temple, Paris, 9 – 10 décembre 2017 [41],[42],[43]
- 2018 : Scénographie de l’exposition permanente de la Cour de justice de l’Union européenne « Le Palais de la Cour de justice de l’Union européenne, Dix ans », Cour de justice de l’Union européenne, Luxembourg [44]
- 2018 : Scénographie avec Dominique Perrault de l'exposition « Dominique Perrault - La BnF - Portrait d'un projet 1988 - 1998 » du 10 avril au 22 juillet à la BnF François Mitterrand [45],[46],[47],[48],[49]
- 2018 : Scénographie avec Dominique Perrault du salon d’art contemporain « Galeristes », Carreau du Temple, Paris, 30 novembre – 2 décembre 2018 [50],[51],[52],[53]
- 2019 : Scénographie avec Dominique Perrault du salon d’art contemporain « Galeristes », Carreau du Temple, Paris, 18 – 20 octobre 2019 [54],[55],[56],[57]

## Décoration
- Chevalier de l'Ordre national du Mérite, 2011[58]

## Publications
- Avec Dominique Perrault, Meubles et tapisseries, Editions Birkhäuser, 1997 (français, anglais, allemand). 104 pages.
- Gaëlle Lauriot-Prévost Design, Dominique Perrault Architectures par Michèle Champenois. Editions Norma, 2016. 360 pages.